# Phil Lord

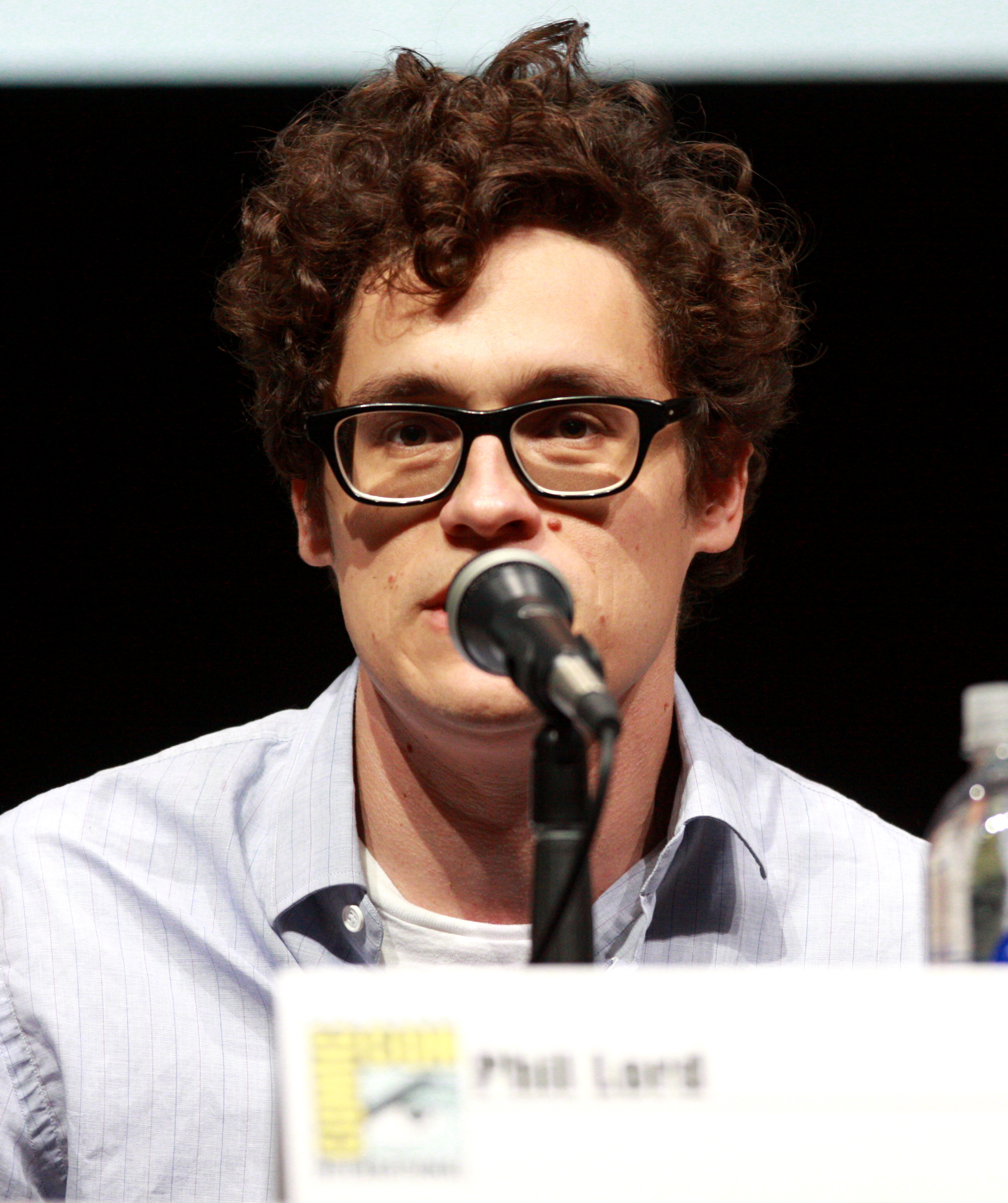
Phil Lord bei der Comic-Con 2013

Phil Lord (* 1975 in Coconut Grove, Miami, Florida) ist ein US-amerikanischer Drehbuchautor, Film- und Fernsehregisseur sowie Filmproduzent. An vielen seiner Projekte arbeitete er gemeinsam mit Chris Miller.

## Leben
Phil Lord studierte Kunstgeschichte am Dartmouth College.
Sein Animationskurzfilm Man Bites Breakfast wurde New England Film and Video Festival 1998 als bester Animationsfilm ausgezeichnet. Kurz darauf lernte er Chris Miller kennen, mit dem er zahlreiche weitere Projekte umsetzte. Lord und Miller schrieben das Drehbuch, führten Regie und produzierten 2002 die Animationsserie Clone High. Lord lieh einigen der Figuren auch seine Stimme. Das Duo produzierte dann als Co-Executive Producer einige Folgen der Sitcom How I Met Your Mother.
2009 schrieben Lord und Miller das Drehbuch und führten die Regie beim Animationsfilm Wolkig mit Aussicht auf Fleischbällchen. Es folgten weitere eigene Regiearbeiten, darunter der bei der Kritik und Publikum erfolgreiche The LEGO Movie (2014), ihr Schwerpunkt ist jedoch die Film- und Fernsehproduktion. Für die Beteiligung an Spider-Man: A New Universe (2018) wurde Lord gemeinsam mit dem übrigen Produktionsteam 2019 mit dem Oscar in der Kategorie Bester animierter Spielfilm ausgezeichnet. Sie erhielten auch bei den British Academy Film Awards 2019 die Auszeichnung als Bester animierter Spielfilm.
Im Juni 2017 wurde er mitten in den Dreharbeiten gemeinsam mit Miller von der Aufgabe entbunden, den Film Solo: A Star Wars Story fertig zu inszenieren. Ron Howard hat während der Dreharbeiten übernommen.

## Filmografie (Auswahl)

### Drehbuch
- 1999: Zoe, Duncan, Jack & Jane (Fernsehserie)
- 2002–2003: Clone High (Fernsehserie, 13 Episoden)
- 2005: How I Met Your Mother (Fernsehserie, 2 Episoden)
- 2008: Extreme Movie
- 2009: Wolkig mit Aussicht auf Fleischbällchen (Cloudy with a Chance of Meatballs)
- 2013: Wolkig mit Aussicht auf Fleischbällchen 2 (Cloudy with a Chance of Meatballs 2)
- 2014: The LEGO Movie
- 2018: Spider-Man: A New Universe (Spider-Man: Into the Spider-Verse)
- 2019: The LEGO Movie 2 (The LEGO Movie 2: The Second Part)
- 2023: Spider-Man: Across the Spider-Verse

### Regie
- 2002–2003: Clone High (Fernsehserie, 13 Episoden)
- 2009: Wolkig mit Aussicht auf Fleischbällchen (Cloudy with a Chance of Meatballs)
- 2012: 21 Jump Street
- 2013: Brooklyn Nine-Nine (Fernsehserie, Episode 1x01)
- 2014: The LEGO Movie
- 2014: 22 Jump Street

### Produktion
- 2005–2006: How I Met Your Mother (Fernsehserie, 17 Episoden, Co-Executive Producer)
- 2012: Pincus (Executive Producer)
- 2013: Wolkig mit Aussicht auf Fleischbällchen 2 (Cloudy with a Chance of Meatballs 2, Executive Producer)
- 2014: 22 Jump Street (Executive Producer)
- 2015–2018: The Last Man on Earth (Fernsehserie, Executive Producer)
- 2017: Die Abenteuer von Brigsby Bär (Brigsby Bear)
- 2017: The LEGO Batman Movie
- 2017: The LEGO Ninjago Movie
- 2018: Spider-Man: A New Universe (Spider-Man: Into the Spider-Verse)
- 2019: The LEGO Movie 2 (The LEGO Movie 2: The Second Part)
- 2021: Die Mitchells gegen die Maschinen (The Mitchells vs. the Machines)
- 2021: America: Der Film (America: The Motion Picture)
- 2023: Cocaine Bear
- 2023: Spider-Man: Across the Spider-Verse
- 2023: Doggy Style (Strays)
- 2024: Los Frikis

## Auszeichnungen (Auswahl)

### Oscars
- 2019: Auszeichnung in der Kategorie Bester Animationsfilm für Spider-Man: A New Universe (Spider-Man: Into the Spider-Verse)